# Yehudi Menuhin Live Music Now
Live Music Now veranstaltet Konzerte in sozialen Einrichtungen und wurde 1977 von Yehudi Menuhin in England gegründet.
Die Konzerte finden zum Beispiel in Krankenhäusern, Altenheimen, Behindertenstätten oder Gefängnissen statt. Außerdem werden junge Musiker durch ein Stipendium für die Auftritte gefördert. Nach eigenen Angaben gibt es in Deutschland zwanzig, in Österreich und in der Schweiz zwei Vereine.